# Edgar Faure

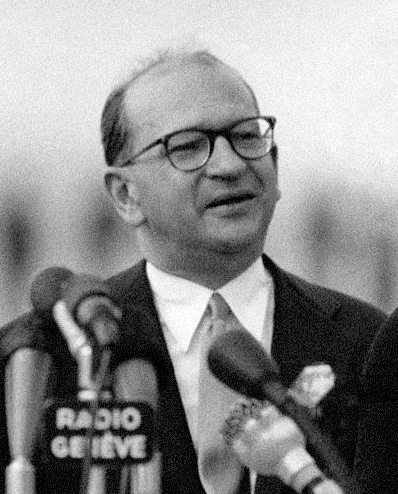
Edgar Faure (1955)

Edgar Jean Vincent Barthélemy Faure (* 18. August 1908 in Béziers, Département Hérault; † 30. März 1988 in Paris) war ein französischer Politiker und Jurist. Er war 1945/46 Ankläger bei den Nürnberger Prozessen. Während der Vierten Republik war er als Mitglied der Parti radical 1952 und 1955/56 kurzzeitig Premierminister. 
In der Fünften Republik gehörte Faure als Vertreter der Gaullisten (UNR, UDR, RPR) 1959–66 dem Senat an; 1966–68 war er Landwirtschafts-, 1968–69 Bildungs-, 1972–73 Sozialminister; 1973–78 Präsident der Nationalversammlung; ab 1974 Präsident der Region Franche-Comté. Von 1979 bis 1984 war er Mitglied des Europäischen Parlaments für die liberale UDF, von 1980 bis zu seinem Tod erneut Senator.

## Leben
Er studierte in Paris Rechtswissenschaft und war mit 21 Jahren der zu dieser Zeit jüngste Anwalt in Frankreich. 1931 heiratete Faure Lucie Meyer, mit der er zwei Töchter hatte. Sein Engagement in der Politik startete er in den Reihen der linksbürgerlich-antiklerikalen Radikalen Partei (Parti républicain, radical et radical-socialiste, PRS), der führenden Partei der Dritten Republik, die zwischen 1900 und 1940 die Mehrzahl der Ministerpräsidenten stellte.
Während des Zweiten Weltkriegs und der deutschen Okkupation schloss sich Faure der Résistance an und floh 1942 nach Algier in das Hauptquartier von General Charles de Gaulle, der ihn zum Chef des Service législatif der Gouvernement provisoire de la République Française (GPRF) machte. 1945/46 war er stellvertretender französischer Chefankläger beim Nürnberger Prozess. 1961 promovierte Faure mit einer Arbeit über das Fiskalsystem unter dem römischen Kaiser Diokletian, 1962 erhielt er die Lehrbefugnis für Rechtsgeschichte und römisches Recht.

## Politisches Wirken in der Vierten Republik
1946 wurde Faure als Mitglied der Parti radical (PRS) in die Konstituierende Nationalversammlung der Vierten Republik gewählt. Nach der Bildung einer Dreierkoalition aus Sozialisten (SFIO), Kommunisten (PCF) und dem christlich-demokratisch orientierten Mouvement républicain populaire (MRP; „Volksrepublikaner“) befanden sich die Radikalen zunächst in einer Außenseiterposition. Als die Kommunisten 1947 aus der Regierung gedrängt wurden, konnten die Radikalen trotz sinkender Popularität und einem Stimmenanteil von weniger als 10 Prozent oft eine überproportional wichtige Rolle bei der Bildung der französischen Regierungen spielen, da keine der anderen Gruppierungen in der Lage war, eine klare Mehrheit zu erlangen.
Faure war der Anführer des konservativeren Flügels der Partei, dem der linke Flügel unter Pierre Mendès France entgegenstand. Im politischen Alltag nannte man Faure la girouette („die Wetterfahne“). Von 1949 bis 1950 war er Staatssekretär im Finanzministerium, anschließend bis 1951 Haushaltsminister, dann bis 1952 Justizminister. Edgar Faure war von Januar bis Februar 1952 Ministerpräsident (Président du Conseil des ministres). Er stand einer Mitte-rechts-Koalition aus PRS, christdemokratischen MRP und liberal-konservativem CNIP vor, die nach einem Monat durch ein Misstrauensvotum gestürzt wurde. Von 1953 bis 1955 war er Finanz- und Wirtschaftsminister.
Von Februar 1955 bis Januar 1956 folgte seine zweite Amtszeit als Regierungschef. Seinem Kabinett gehörten Minister der PRS, MRP, CNIP, UDSR und der URAS (Gaullisten) an. Der spätere senegalesische Präsident Léopold Sédar Senghor vom Rassemblement Démocratique Africain war unter Faure Staatssekretär. Während seiner Regierung fand im Juni 1955 die Konferenz von Messina statt, die die Gründung der EU-Vorläufer Europäische Wirtschaftsgemeinschaft (EWG) und Euratom vorbereitete. Bei der Genfer Gipfelkonferenz im Juli 1955 war er als französischer Regierungschef einer der „großen Vier“ neben Dwight D. Eisenhower (USA), Nikolai Bulganin (Sowjetunion) und Anthony Eden (Großbritannien).
Faures Regierung bereitete schrittweise eine Entlassung der französischen Protektorate Marokko und Tunesien in die Unabhängigkeit vor. Sie verhandelte inoffiziell mit dem inhaftierten tunesischen Nationalistenführer Habib Bourguiba, der freigelassen wurde und im Juni 1955 nach Tunis zurückkehrte. Kurz darauf wurde Tunesien die innere Autonomie vertraglich gewährt. Mit dem exilierten marokkanischen Sultan Mohammed V. schloss Faure im November 1955 einen Vertrag über die indépendance dans l’interdépendance („Unabhängigkeit in gegenseitiger Abhängigkeit“), der dem Sultan die Rückkehr in sein Heimatland erlaubte.
Ende 1955 schlug Faure dem Staatspräsidenten René Coty die Auflösung der Nationalversammlung vor und ging ein Wahlbündnis mit den Mitte-rechts-Parteien (CNIP, MRP) ein. Daraufhin wurde er auf Betreiben von Mendès-France aus der Radikalen Partei ausgeschlossen. Mendès-France führte die PRS in die Front républicain mit den Sozialisten, die nach den Wahlen eine Regierungskoalition unter Guy Mollet bildete. Faure übernahm stattdessen den Vorsitz des Rassemblement des gauches républicaines (RGR), das er von einem Wahlbündnis (zu dem auch die Parti radical gehört hatte) in eine separate Partei umwandelte, in der sich die Gegner Mendès-Frances unter den Radikalen sammelten. Das RGR erhielt nur 12 Sitze in der Nationalversammlung, Faure selbst wurde aber wiedergewählt. Faure war ein früher Befürworter einer Rückkehr des Generals de Gaulle in die französische Politik. Er erklärte: „Der Algerienkrieg ist ein Problem der vierten Dimension. Und es gibt nur einen Mann der vierten Dimension, der es lösen kann.“

## Politisches Wirken in der Fünften Republik
Obwohl er die Machtergreifung de Gaulles 1958 befürwortete, hielt Faure zunächst Abstand von der gaullistischen Partei UNR. Mit der Erdrutschwahl im Dezember 1958 schied er aus der Nationalversammlung aus. Er wurde im April 1959 als Oppositionsvertreter in den französischen Senat gewählt, beim Verfassungsreferendum 1962 über die Einführung der Direktwahl des Staatspräsidenten stimmte er mit „nein“. In der Folgezeit näherte er sich jedoch den Gaullisten an. De Gaulle schickte Faure 1963 auf eine inoffizielle Mission in die Volksrepublik China, um die Herstellung diplomatischer Beziehungen zwischen Paris und Peking 1964 vorzubereiten. Bei der Präsidentschaftswahl 1965 sprach sich Faure für eine Wiederwahl de Gaulles aus, im selben Jahr wurde er selbst als Senator wiedergewählt. Im Januar 1966 trat er als Landwirtschaftsminister in die Regierung unter Premierminister Georges Pompidou ein.

Edgar Faure (links) zusammen mit UNESCO-Generaldirektor René Maheu, 1972

Nach den Mai-Unruhen 1968 vertraute ihm Präsident de Gaulle das schwierige Amt des Ministers für nationale Bildung im Kabinett Couve de Murville an. In dieser Position verantwortete er das Gesetz über die Orientierung der höheren Bildung vom 12. November 1968, das auch als Loi Faure bezeichnet wird. Die Universitäten und Hochschulen erhielten dadurch größere Autonomie. Fakultäten wurden durch unités d’enseignement et de recherche (UER; Einheiten der Lehre und Forschung) abgelöst, die Forschung und Lehre stärker vernetzen und interdisziplinäres Arbeiten fördern sollten. Zudem wurden gewählte Universitätsräte eingeführt, in denen neben den Professoren auch Vertreter der Studenten, technischen und Verwaltungsmitarbeiter einbezogen wurden.
Anfang der 1970er-Jahre leitete Faure eine internationale Kommission der UNESCO zu den Zielen und zur Entwicklung des Bildungswesens. Diese legte 1972 einen „Bildungsgesamtplan“ unter dem Titel Learning to be. The World of Education Today and Tomorrow (deutscher Titel „Leben lernen. Was Schule heute leisten muss“) vor, der auch als Faure-Report bekannt wurde. Im Kabinett Messmer I war Faure 1972–73 Ministre d’État (d. h. einer der höchstrangigen Minister) und leitete das Sozialministerium. Von 1973 bis 1978 bekleidete Faure das Amt des Präsidenten der Nationalversammlung. Als höchstrangiger französischer Parlamentarier reiste er im Januar 1974 in die Deutsche Demokratische Republik (DDR).
Die Basis seiner politischen Aktivitäten bildete eine in Frankreich übliche Ämterkumulation nationaler mit lokalen Mandaten: Von 1947 bis 1970 bekleidete Faure das Amt des Bürgermeisters der Kleingemeinde Port-Lesney im Département Jura und war von 1949 bis 1967 gleichzeitig Präsident des Generalrats des Départements. Von 1971 bis 1977 war er Bürgermeister der Stadt Pontarlier und von 1983 bis zu seinem Tod 1988 erneut von Port-Lesney. Nach der Gründung der französischen Regionen war er zudem von 1974 bis zu seinem Tod (mit einer kurzen Unterbrechung 1981/82) erster Präsident des Regionalrates der Region Franche-Comté.

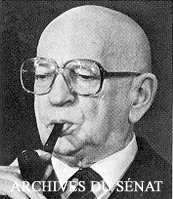
Edgar Faure als Senator

Von 1979 bis 1984 gehörte er dem ersten gewählten Europäischen Parlament an. Er wurde über die von Simone Veil geführte Liste der Union pour la démocratie française (UDF) gewählt und gehörte der Liberalen und Demokratischen Fraktion im Europaparlament an. Zudem war er stellvertretender Vorsitzender des Ausschusses für Regionalpolitik und Raumordnung. 1980 wurde Faure erneut in den französischen Senat gewählt, dem er bis zu seinem Tod angehörte. Nach zwei Jahren der Fraktionslosigkeit schloss er sich 1982 der Senatsfraktion Gauche démocratique („demokratische Linke“) an, der vorwiegend Senatoren der Parti radical und des Mouvement des radicaux de gauche angehörten. Faure kehrte also zum Ende seines Lebens zu seiner einstigen politischen Heimat zurück.
Faure starb im Alter von 79 Jahren in Paris und wurde dort auf dem Cimetière de Passy bestattet.

## Politische Mandate
Mitgliedschaft in Nationalversammlung und Senat:
- 1946 bis 1958 Abgeordneter des Départements Jura
- 1959 bis 1967 Senator für das Département Jura
- 1967 bis 1980 Abgeordneter des Départements Doubs
- 1980 bis 1988 Senator für das Département Doubs

Mitgliedschaft im Europäischen Parlament:
- 1979 bis 1984 Europaparlamentarier

Ämter in der Regionalpolitik:
- 1947 bis 1971 Bürgermeister von Port-Lesney (Jura)
- 1949 bis 1967 Präsident des Conseil général des Départements Jura
- 1967 bis 1979 Mitglied des Conseil Général des Départements Doubs
- 1971 bis 1977 Bürgermeister von Pontarlier
- 1974 bis 1981 Präsident des Regionalrats des Franche-Comté
- 1982 bis 1988 Präsident des Regionalrats des Franche-Comté
- 1983 bis 1988 Bürgermeister von Port-Lesney

Regierungsämter:
- Finanzminister (1950–51)
- Premierminister (1952)
- Außenminister (1955)
- Premierminister (1955–56)
- Landwirtschaftsminister (1966)
- Erziehungsminister (1968)
- Sozialminister (1969)
- Präsident der Nationalversammlung (1973–78)

1978 wurde er Mitglied der Académie française. Er schrieb politische Bücher aber auch Krimis unter dem Pseudonym E. Sanday.

## Schriften
- Le serpent et la tortue, les problèmes de la Chine populaire. Juillard, 1957
- La disgrâce de Turgot. Gallimard, 1961
- La capitation de Dioclétien. Sirey 1961
- Prévoir le présent, Gallimard. 1966
- L’éducation nationale et la participation. Plon, 1968
- Philosophie d’une réforme. Plon, 1969
- L’âme du combat. Fayard, 1969
- Ce que je crois. Grasset, 1971
- Pour un nouveau contrat social. Seuil, 1973
- Au-delà du dialogue avec Philippe Sollers. Balland, 1977
- La banqueroute de Law. Gallimard, 1977
- La philosophie de Karl Popper et la société politique d’ouverture.  Firmin Didot, 1981
- Pascal: le procès des provinciales. Firmin Didot, 1930
- Le pétrole dans la paix et dans la guerre. In: Nouvelle revue critique, 1938
- Mémoires I, Avoir toujours raison, c’est un grand tort. Plon, 1982
- Mémoires II, Si tel doit être mon destin ce soir. Plon, 1984
- Discours prononcé pour la réception de Senghor à l’Académie française, le 29 mars 1984